# Roberto Galindo
Roberto Galindo Sánchez (Cochabamba, Bolivia, 14 de octubre de 1980) es un exfutbolista boliviano. Se desempeñaba como delantero.

## Clubes
| Club                   | País    | Año         |
| ---------------------- | ------- | ----------- |
| Jorge Wilstermann      | Bolivia | 2000-2001   |
| Iberoamericana         | Bolivia | 2002-2003   |
| Aurora                 | Bolivia | 2004        |
| La Paz FC              | Bolivia | 2005        |
| Blooming               | Bolivia | 2006        |
| The Strongest          | Bolivia | 2007-2009   |
| Universitario de Sucre | Bolivia | 2009-2011   |
| Oriente Petrolero      | Bolivia | 2011 - 2012 |
| Sport Boys Warnes      | Bolivia | 2013        |
| Club Aurora            | Bolivia | 2014        |